# Basketballnationalmannschaft von Burkina Faso
Die Basketballnationalmannschaft von Burkina Faso der Herren vertritt Burkina Faso bei Basketball-Länderspielen. Knapp 50 Jahre nach Beitritt zur FIBA konnte sich die Auswahl der Herren 2013 erstmals für eine Endrunde der Basketball-Afrikameisterschaft qualifizieren. Dort gelang der Mannschaft jedoch kein weiterer Sieg und man belegte den 16. und letzten Platz in der Endrunde.
Der im burkinabischen Yaba geborene und als Profi in Frankreich aktive Fréjus Zerbo spielt international für die ivorische Nationalmannschaft des Nachbarlandes.

## Kader
| Spieler | Spieler           | Spieler           | Spieler | Spieler | Spieler  | Spieler                                 |
| Nr.     | Name              | Geburt            | Größe   | Info    | Einsätze | Verein                                  |
| ------- | ----------------- | ----------------- | ------- | ------- | -------- | --------------------------------------- |
|         |                   | Guards (PG, SG)   |         |         |          |                                         |
| 6       | Derek Durham      | 13.06.1974        | 180     |         |          | ESC Trappes                             |
| 7       | Hervé Yameogo     | 27.03.1982        | 180     |         |          | RC Kadiogo                              |
| 10      | Emmanuel Pooda    | 29.08.1985        | 196     |         |          |                                         |
| 11      | Joris Bado        | 20.05.1991        | 193     |         |          | Cognac BB                               |
|         |                   | Forwards (SF, PF) |         |         |          |                                         |
| 4       | Moussa Ouattara   | 05.04.1988        | 202     |         |          | Belfius Mons-Hainaut II                 |
| 8       | Mohamed Traoré    | 09.01.1985        | 201     |         |          | Besac RC                                |
| 13      | Bienvenue Nissao  | 31.10.1995        | 198     |         |          | A.S.T.Y.                                |
| 14      | Gilles Diendere   | 23.01.1990        | 198     |         |          | SLUC Nancy II                           |
| 15      | Mamadou Savadogo  | 17.04.1978        | 202     |         |          | AS Swallows                             |
|         |                   | Center (C)        |         |         |          |                                         |
| 5       | Jean-Paul Bayala  | 03.04.1987        | 205     |         |          | Africa Sports National                  |
| 9       | Samuel Ouedraogo  | 15.03.1987        | 205     |         |          | Bluefield State Big Blues (NCAA Div II) |
| 12      | Ali Kader Tapsoba | 12.09.1987        | 208     |         |          | Texas Tech Red Raiders (NCAA Div I)     |

| Trainer    | Trainer           | Trainer  |
| Nat.       | Name              | Position |
| ---------- | ----------------- | -------- |
| Frankreich | Jean-Paul Rebatet |          |

| Legende                  | Legende            |
| Abk.                     | Bedeutung          |
| ------------------------ | ------------------ |
| (C)                      | Mannschaftskapitän |
| Quellen                  |                    |
| Teamhomepage             |                    |
| Ligahomepage             |                    |
| Stand: 21. November 2013 |                    |

| Legende                  | Legende            |
| Abk.                     | Bedeutung          |
| ------------------------ | ------------------ |
| (C)                      | Mannschaftskapitän |
| Quellen                  |                    |
| Teamhomepage             |                    |
| Ligahomepage             |                    |
| Stand: 21. November 2013 |                    |

## Abschneiden bei internationalen Wettbewerben
| - noch nie qualifiziert |  | - noch nie qualifiziert |

### Afrikameisterschaften
bis 2011 – nicht teilgenommen oder qualifiziert
- 2013 – 16. Platz